# Альфтер, Кристобаль
Кристо́баль Альфте́р (исп. Cristóbal Halffter Jiménez-Encina; 24 марта 1930, Вильяфранка-дель-Бьерсо — 23 мая 2021) — испанский композитор и дирижёр, принадлежал к «поколению 1950-х годов» (Луис де Пабло, Кармело Бернаола и др.).

## Биография
Родился в обеспеченной музыкальной семье: братья его отца — Родольфо (1900—1987) и Эрнесто Альфтер (1905—1989) — были композиторами. Детство (1936—1939) провел в Германии, где его отец служил директором фабрики в Фельберте. По возвращении семьи в Мадрид учился в Мадридской консерватории у Конрадо дель Кампо (окончил в 1951). Также брал уроки композиции у Александра Тансмана и Андре Жоливе.
Работал на Национальном радио. В 1955—1963 руководил оркестром Мануэля де Фальи. С 1961 преподавал в Мадридской консерватории, в 1964—1966 гг. возглавлял её. Преподавал в США и ФРГ, в том числе — на Международных курсах летней музыки в Дармштадте. В 1976—1978 возглавлял испанскую секцию Международного общества современной музыки.
Жил в Вильяфранка-дель-Бьерсо. Жена — пианистка Мария Мануэла Каро. Сын Педро Альфтер Каро (род. 1971) — дирижёр и композитор.

## Творчество
Музыка Альфтера синтезирует классические и народные традиции с поисками интернационального авангарда. Часто обращается к испанской поэзии, стихам Брехта.

## Избранные сочинения
- Scherzo для оркестра (1951)
- Antífona Pascual для солистов, хора и оркестра (1952)
- Концерт для фортепиано и оркестра (1953)
- El beso de Judas (1954, музыка к кинофильму)
- Tres piezas для струнного квартета (1955)
- Saeta (1955, балет)
- Misa ducal (1956)
- Introducción, fuga y final для фортепиано (1957)
- Sonata для скрипки соло (1959)
- El ladrón de estrellas (1959, опера для телевидения)
- Jugando al toro (1959, балет)
- Microformas для оркестра (1960)
- Симфония для трех инструментальных групп (1963)
- Cuatro canciones leonesas (1. El carbonero, 2. De campo, 3. De cuna, 4. La carbonerita de Salamanca) (1964)
- Secuencias (1964)
- Misa de la Juventud (1965)
- Líneas y puntos для 20 духовых и электроакустики (1966)
- Cantata Symposium (1968)
- Cantata «Yes, speak out» (1968)
- Fibonacciana для флейты и оркестра (1969)
- Noche pasiva del sentido для сопрано, двух перкуссионистов и 4-х магнитофонов (1970, на стихи Сан-Хуана де ла Крус)
- Llanto por las víctimas de la violencia для камерной группы и электроакустики (1971)
- Réquiem por la libertad imaginada (1971)
- Pinturas negras (1972)
- Gaudium et Spes-Beunza (1972)
- Noche activa del espíritu для двух фортепиано и электроакустики (1973)
- Platero y yo для хора детей, рассказчика, смешанного хора, инструментальной группы и магнитофонной ленты (1974, по повести Хуана Рамона Хименеса)
- Elegías a la muerte de tres poetas españoles (1975)
- Officium defunctuorum для оркестра и хора (1979)
- Tiento (1981)
- Leyendo a Jorge Guillén (1982)
- Sinfonía ricercata для органа и оркестра (1982)
- Dona nobis pacem (1984)
- Tres poemas de lírica española для баритона и оркестра (1986, на стихи Гутьерре де Сетины, Хорхе Манрике и Франсиско Кеведо)
- Dortmunder Variationen для оркестра (1987)
- Variaciones Dortmund II (1987)
- Motetes (1989)
- Preludio Madrid 92
- Odradek для оркестра, посвящается Францу Кафке (1996)
- Don Quijote (1999, одноактная опера по роману Сервантеса)
- Adagio en forma de rondo для оркестра (2003)
- Lázaro (2007, опера)

## Заслуги и признание
Премия Итальянского радио и телевидения (1976). Золотая медаль за заслуги в искусстве (Испания, 1981). Национальная музыкальная премия Испании (1989). BBVA Foundation Frontiers of Knowledge Awards (2009).
Член Испанской Королевской Академии изящных искусств (1983). Главный приглашенный руководитель Национального оркестра Испании (с 1989). Член Европейской академии наук и искусств (1997).